# Martin Haefner
Martin Haefner (* 1954 in Zürich, heimatberechtigt ebenda) ist ein Schweizer Unternehmer und Mäzen.

## Leben
Martin Walter Haefner ist der Sohn des Schweizer Unternehmers und Milliardärs Walter Haefner. Martin Haefner studierte Mathematik an der ETH Zürich. Er wurde Mittelschullehrer zuerst an der Kantonsschule Baden, später an der Kantonsschule Alpenquai Luzern und beteiligte sich längere Zeit nicht an den Geschäften seines Vaters. Erst 2006 übernahm er von seinem betagten Vater das Verwaltungsratspräsidium der AMAG-Gruppe.
Als Walter Haefner 2012 starb, wurden Martin und seine Schwester Eva-Maria Bucher-Haefner Alleinerben. Zum Erbe gehörten die von ihrem Vater 1945 gegründete AMAG-Gruppe und die Careal Holding, die als Dachgesellschaft auch die Careal Immobilien sowie eine Beteiligung am US-Softwarehaus CA Technologies (früher Computer Associates International) in den USA umfasste. Die Beteiligung an CA Technologies wurde 2018 für einen Milliardenbetrag verkauft. Die Geschwister Haefner beschlossen 2018, das Erbe aufzuteilen; Martin Haefner übernahm die Amag vollständig. In der Öffentlichkeit wird vor allem Haefners Rolle als Hauptaktionär der Firma Schmolz + Bickenbach, einem Edelstahlhersteller mit Fabriken in mehreren Ländern, wahrgenommen. Diese Firma heisst heute Swiss Steel.
Das Vermögen von Martin Haefner wird 2020 vom Forbes Magazin auf 3,6 Milliarden USD geschätzt. Haefner ist verheiratet und kinderlos.

## Philanthrop
- 2020: 40-Millionen-Schenkung ermöglicht der ETH den Bau eines Gebäudes für die Quantenforschung. NZZ, 25. November 2020, abgerufen am 12. Dezember 2020.[8]
- 2019: Ehepaar Haefner spendet dem Universitäts-Kinderspital Zürich 20 Millionen Franken für einen Neubau[1]
- 2015: Mehrjährige Förderung von Venture Kick, einer privaten Initiative der Venture-Kick-Stiftung, welche Jungunternehmern in der Schweiz bei Gründerprojekten hilft.[3][9]
- 2013: Finanzierung des neuen ETH-Instituts für Theoretische Studien über die ETH Foundation zusammen mit Max Rössler.[10]

## Auszeichnungen
- 2013: Ehrenrat der ETH Zürich.[11]